# Robert Lansing
Robert Lansing (n. 17 octombrie 1864 - d. 30 octombrie 1928) a fost un politician american, Secretar de Stat al Statelor Unite între 1915 și 1920.